# Antonín Reichenauer
Jan Antonín Reichenauer (1694 – Jindřichův Hradec, 17 marzo 1730) è stato un compositore e organista ceco.

## Biografia
Antonín Reichenauer nacque attorno al 1694, ma il luogo di nascita e l'anno esatto non sono noti, come rimangono sconosciute le notizie sulla sua formazione musicale. Nel 1721 è registrata la sua presenza a Praga. Forse fu maestro del coro nella chiesa di Santa Maria Maddalena nel convento domenicano di Malá Strana. Fu al servizio del conte Václav z Morzinu, per il quale compose regolarmente e diresse l'orchestra del palazzo Morzin di Malá Strana. Secondo alcune fonti, lavorò anche per il conte František Josef Černín, ma ciò non è stato ancora accertato. Alla fine della sua vita divenne organista parrocchiale a Jindřichův Hradec, ma morì meno di un mese dopo aver assunto l'incarico. Il suo ultimo figlio Václav Hypolit, postumo, nacque nella stessa città.

## Opera

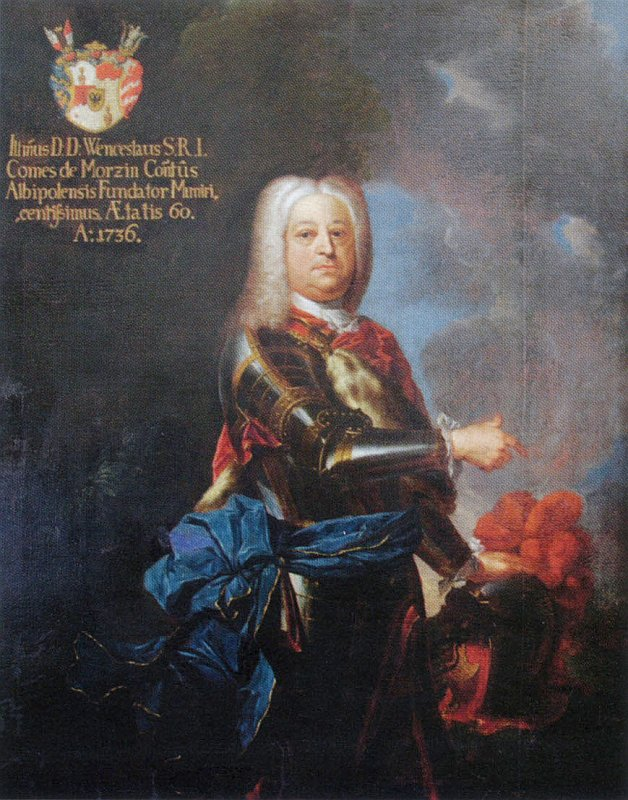
Václav z Morzinu, mecenate di Antonín Reichenauer, in un ritratto di Jan Petr Molitor nel 1736. Krkonošské muzeum, Vrchlabí

Nel passato era noto come autore prolifico di musica sacra. La sua concezione musicale fu fortemente influenzata dalla scuola napoletana, eccellente nella melodia e nella meticolosa elaborazione del contrappunto. Risultanze nelle parrocchie e negli archivi dimostrano che le sue opere fossero popolari non solo a Praga, ma anche fuori (Roudnice, Mělník, Žďár, Osek) e all'estero (Dresda, Breslavia). Solo nel monastero di Osek, nell'inventario sono registrate più di 40 composizioni dal 1720 al 1733. Spesso sono firmati solo dal cognome o dall'anagramma di Verichnare. Fu il primo autore ceco di messe pastorali.
Recentemente, i musicologi e il pubblico dei concerti hanno riscoperto numerosi suoi concerti strumentali. Si sono conservati molti concerti sono stati conservati per oboe, fagotto, violoncello, nonché ouverture per orchestra e trii. Il loro stile è molto vicino ai concerti di Antonio Vivaldi. Reichenauer aveva familiarità con le sue composizioni, in quanto Vivaldi era stato il "Maestro di Musica in Italia" di Morzin e compose una serie di brani per il conte, tra cui una raccolta de "Il cimento dell'armonia e dell'inventione", con la famosa serie di concerti per violino "Le quattro stagioni".

## Discografia
- Rorate coeli. Advent and Christmas in Baroque Prague, Collegium Marianum, Jana Semerádová, Prague 2009, Supraphon SU 4002-2 (Music from Eighteenth-Century Prague).
- Antonín Reichenauer: Concertos. Sergio Azzolini – fagotto, Xenia Löffler – oboe, Lenka Torgersen – violino, Collegium 1704, direttore Václav Luks, Praha 2010, Supraphon SU 4035-2 (Music from Eighteenth-Century Prague).
- Antonín Reichenauer: Concertos I, Luise Haugk – oboe, Jana Chytilová – violino, Marek Špelina – flauto, Marek Štryncl – violoncello, Musica Florea, Praha 2011, Supraphon SU 4056-2 (Music from Eighteenth-Century Prague).